# 陽子過剰核
陽子過剰核（ようしかじょうかく）は不安定核の一種で、陽子の数が中性子の数よりかなり多い原子核のことである。陽子過剰核においては、陽子の束縛が弱くなり、中性子の束縛が強くなる。安定核同士の核融合反応で発生するのは陽子過剰核である。